# Culicoides signatus
Culicoides signatus är en tvåvingeart som beskrevs av Jean-Jacques Kieffer 1921. Culicoides signatus ingår i släktet Culicoides och familjen svidknott.
Artens utbredningsområde är Sudan. Inga underarter finns listade i Catalogue of Life.